# Хаттлстоун, Дэниел
Дэ́ниел Ри́чард Ха́ттлстоун (англ. Daniel Richard Huttlestone, род. 17 сентября 1999, Лондон) — английский актёр. Наиболее известен по роли Гавроша в фильме «Отверженные» и роли Джека в фильме «Чем дальше в лес…», за которые получил номинации на премию «Молодой актёр» за лучшую мужскую роль второго плана в 2013 и 2015 годах соответственно. Также в 2013 году он был номинирован на премию «Сатурн» лучшему молодому актёру или актрисе, а в 2015 году получил номинацию на премию «Империя» за лучший дебют.

## Ранняя жизнь и образование
Хаттлстоун родился в Хаверинге, Большой Лондон, в семье управляющего директора компании Марка Хаттлстоуна и его жены Линды, домохозяйки. Он средний ребёнок в семье: у него есть старший брат Томас Эндрю (род. 1997) и младшая сестра Сара Розина (род. 2005). Они также являются актёрами мюзиклов.
По состоянию на 2013 года Хаттлстоун живёт в Ромфорде, Большой Лондон, и играет в футбол.

## Фильмография
| Год  |   | Русское название   | Оригинальное название | Роль          |
| ---- | - | ------------------ | --------------------- | ------------- |
| 2012 | ф | Отверженные        | Les Misérables        | Гаврош        |
| 2014 | ф | Чем дальше в лес…  | Into the Woods        | Джек          |
| 2016 | ф | Лондон-Таун        | London Town           | Шэй           |
| 2016 | ф | Затерянный город Z | The Lost City of Z    | Брайан Фосетт |